# جورج روبنسون
جورج روبنسون (بالإنجليزية: George Robinson)‏ (1 يناير 1878 في المملكة المتحدة - 11 مارس 1945 ببرادفورد في المملكة المتحدة) هو لاعب كرة قدم بريطاني (وحمل سابقاً جنسية المملكة المتحدة لبريطانيا العظمى وأيرلندا) في مركز الدفاع. لعب مع برادفورد سيتي ونوتينغهام فورست.